# Кит Фисто
Кит Фисто (англ. Kit Fisto) — персонаж франшизы «Звёздные войны», магистр-джедай, член Совета, получивший известность благодаря своей улыбке. Один из группы джедаев, убитых Дартом Сидиусом перед падением Энакина Скайуокера на Тёмную сторону.
Фисто изначально создавался как новый персонаж-ситх вместо Дарта Мола, а затем — как часть массовки, но благодаря вмешательству Джорджа Лукаса получил и имя, и развитие в качестве полноценного героя киновселенной.

## Биография
Кит Фисто родился на планете Гли-Ансельм немного позднее 70 года ДБЯ. Будучи юнлингом, а потом падаваном, Фисто познакомился со своим будущим лучшим другом Мейсом Винду, который был на несколько лет старше.
Уже в 41 ДБЯ Фисто завершил обучение своего первого падавана и получил ранг магистра. Затем новоиспечённый магистр принимал участие в ряде спецопераций Судебного департамента Галактической Республики против пиратов и сепаратистов во Внешнем кольце; там он хорошо себя зарекомендовал и стал кандидатом на кресло в Совете джедаев, но по ряду причин Кит вместе с магистром Луминарой Ундули занял пост советника Верховного канцлера и удерживал его с 32 по 22 ДБЯ.
С началом в 22 ДБЯ Войн клонов Фисто стал не только высшим генералом, но и членом Совета взамен погибшего на Джеонозисе Коулмана Требора. Во время войны Кит нечасто находился на фронте: он стал одним из немногих не только в Ордене джедаев, но и в Совете, кто был осведомлён о всех секретах, включая тайное расследование в отношении ситхов и личности Дарта Сидиуса. Хотя и войну он не оставлял, возглавляя свой флот в ряде позиционных битв в Среднем кольце. Позднее Фисто возглавил операцию по поимке сбежавшего со звёздного разрушителя Республики Нута Ганрея, но наткнулся на логово генерала Гривуса. Гривус расправился со всей группой, состоявшей из клонов и одного из бывших падаванов наутоланина Нада Вебба. Фисто же победил генерала в дуэли, но бежал.
После Кит в основном находился на Корусанте, координируя действия джедаев. В 20 ДБЯ Фисто воевал на Мон-Кале, где ненадолго попал в плен. В следующем, 19 году ДБЯ, Кит возглавлял республиканский флот во время вторжения на Кейто-Неймодию. Он и его флот провели орбитальную бомбардировку ряда городов, а затем — кровавую зачистку форпостов Торговой Федерации на этой планете.
После Фисто вновь вернулся на Корусант, где уже подходило к концу расследование касательно личности Сидиуса — его след привёл Шаак Ти и Мейса Винду в многоквартирный дом «Республика 500», где жили самые влиятельные существа Галактики. Однако внезапное нападение сепаратистов на столицу спутало все карты, и джедаи занялись, пусть и безуспешно, защитой Верховного канцлера Шива Палпатина. Когда Битва над Корусантом завершилась победой, а канцлера спасли Энакин Скайуокер и Оби-Ван Кеноби, Фисто, Винду и Йода начали подозревать, что ситх прячется среди ближайшего окружения спасённого, так что им требовались введённые в курс дела сторонники (таким стал Кеноби) и информатор, которым оказался Скайуокер. Когда тот выяснил, что Палпатин и есть Сидиус, Фисто попытался отговорить лучшего друга идти арестовывать канцлера, а доложить обо всём Галактическому сенату и дождаться возвращения с фронта Йоды или Кеноби. Уговоры не подействовали, поэтому Кит, Мейс и Сэси Тийн с Агеном Коларом отправились к ситху. В последовавшей дуэли в кабинете канцлера в Здании Администрации Колар и Тийн погибли в первые секунды. Фисто сопротивлялся дольше, но тоже пал от руки Сидиуса. Впрочем, вскоре его лучший друг, Мейс Винду, тоже погиб, что стало началом истребления джедаев.
Личная жизнь
Известно, что дядя магистра Фисто Ниэд Фисто был мастером боевого искусства терас-каси, основанного на использовании Силы. Он был ликвидирован сразу после падения Республики.
Кит Фисто был известен в Ордене своей любовной связью с рыцарем-джедаем Эйлой Секурой, которая длилась более десяти лет. Ещё до этого различные интрижки мешали ему быстро получить ранг магистра, а потом — кресло в Совете; несмотря на это его репутация не особо пострадала.

## Создание персонажа
После гибели Дарта Мола в «Скрытой угрозе» Джордж Лукас приступил к созданию нового антагониста, который должен был стать одним из центральных персонажей будущей «Атаки клонов» в качестве очередного ученика Сидиуса. Изначально художник Дермот Пауэр создал белокожего гуманоида с «дредами» и мечом с искривлённой рукоятью; затем заменил дреды щупальцами и кожей зеленоватого цвета, однако результат его не удовлетворил, и художник переработал гуманоида в лысую женщину. В итоге после долгих переработок ситх стал человеком — Дартом Тиранусом в исполнении сэра Кристофера Ли, а концепт-арт женщины лёг в основу образа ученицы Тирануса Асажж Вентресс.
И всё же первоначальный образ не остался на полке: снимая трилогию приквелов, Лукас хотел, чтобы Орден представлял всё разнообразие разумных существ вселенной «Звездных войн», для чего с нуля создавалось множество дизайнов нечеловеческих джедаев-инородцев. Поэтому Пауэр воспользовался ранними набросками, сделав черты лица менее «злодейскими» — добавив ослепительно-белую улыбку. Режиссёру понравился результат настолько, что для персонажа сразу было придумано имя — Кит Фисто — и выделено немного экранного времени. Было решено несколько раз показать Фисто крупным планом, что было достигнуто благодаря сцене, где Кит Толчком Силы во время боя на арене уничтожает боевого дроида с головой незадачливого C-3PO. Позднее, когда снималась сцена совещания джедаев с канцлером (что по сюжету происходило ранее) Фисто поставили за креслом Пло Куна.
На раннем концепт-арте для следующего эпизода, «Мести ситхов», на лице Фисто был шрам, но затем от него отказались в пользу шрама у Скайуокера. В черновике сценария от января 2003 года Кит, получивший кресло в Совете джедаев, погибал во время исполнения Приказа 66 на Салукемае вместе со Стасс Алли; в апрельском черновике Фисто погибал там же, но уже в компании Ади Галлии и Баррисс Оффи. К июню Лукас решил, что Фисто будет сопровождать Винду на арест Сидиуса в стиле «бандитов с Дикого Запада», и будет какое-то время противостоять натиску ситха. В итоге Фисто стал последним из джедаев (не считая Винду), убитым Сидиусом.
Дейв Филони и Генри Гилрой, работая над мультсериалом «Звёздные войны: Войны клонов» планировали значительно расширить киновселенную, перенося на экран уже созданные в литературе места и персонажи. Гилрой ввёл Луминару и Кита при первой же возможности, а Джордж Лукас часто просил вставить в какой-нибудь эпизод полюбившихся ему джедаев, поскольку хотел увидеть их развитие. Продюсеры же всячески просили сценаристов этого не делать ввиду сложности, а потому дороговизны, их прорисовки. В итоге чаще всего в эпизодах появлялся Пло Кун, анимировать которого было легко ввиду ношения им лицевой маски.

## Исполнение
В фильме «Звёздные войны. Эпизод II: Атака клонов», Кита Фисто сыграли Закария Дженсен и Дэниел Зизмор. В «Мести ситхов» его сыграл уже другой актёр, Бен Кук, поскольку Дженсен был занят в проекте «Survivor».
В «Войнах клонов» (2003 года) Фисто озвучил Ричард Макгонагл, а в мультсериале «Войны клонов» 2008 года его роль получил Фил Ламарр, давший Киту ямайский акцент. Как заявил в интервью сам Ламарр, Кит ранее был немногословен, а следовательно, Ламарру «пришлось искать способ выразить его силу, удаль и чувство юмора», которые должны были проявиться в этом произведении.
Lego и Hasbro неоднократно выпускали фигурки Кита Фисто. Hasbro выпускала также реплики его светового меча.

## Приём
Критик Девин Минан с Comic Book Resources оценил Кита Фисто как одного из 5 лучших джедаев, представленных в трилогии приквелов. Для него Фисто был явно более дружелюбным и непринужденным, чем другие члены Совета; в то же время он был «одним из самых незащищенных от Войн клонов джедаев». Минан отметил, что хотя персонаж и был высококвалифицированным дуэлянтом на световых мечах, насилие его первым порывом никогда не было.
Бен Шерлок из Screen Rant заметил, что характер и образ Кита Фисто получили положительное развитие в мультсериале «Звездные войны: Войны клонов». Для него персонаж стал одним из самых благородных джедаев во вселенной «Звёздных войн», что достигается, в частности, благодаря озвучке: «Фил Ламарр придал голосу Фисто особую нотку, выделив его из толпы». Screen Rant также включил Кита Фисто в список 10 самых недооцененных джедаев, список 10 самых «крутых» джедаев в трилогии и список 10 лучших нечеловеческих персонажей во вселенной «Звёздных войн».